# Kaffeine
Kaffeine est un lecteur multimédia libre complet. Il a été conçu et créé pour les systèmes d'exploitation basés sur Unix (incluant GNU/Linux) et l'environnement de bureau KDE. Par défaut, Kaffeine utilise KaffeinePart qui est basé sur Xine pour le moteur, mais peut également utiliser d'autres moteurs.
Kaffeine (version stable 0.8.8) permet de lire de nombreux formats, dont les flux mms, le DVB, la TNT, les DVD, les VCD et les CD audio, entre autres. Il est pleinement compatible avec les w32-codecs (w64codecs sous architecture 64 bits)  et libdvdcss2. Il permet de naviguer dans les menus DVD.